# باولا روبنسون
باولا روبنسون (بالإنجليزية: Paula Robison) هي معلمة موسيقى أمريكية، ولدت في 8 يونيو 1941 في ناشفيل في الولايات المتحدة.

## وصلات خارجية
- الموقع الرسمي
- باولا روبنسون على موقع IMDb (الإنجليزية)
- باولا روبنسون على موقع ميوزك برينز (الإنجليزية)
- باولا روبنسون على موقع أول ميوزيك (الإنجليزية)
- باولا روبنسون على موقع ديسكوغز (الإنجليزية)